# NGC 2346
NGC 2346 je planetna maglica u zviježđu Jednorogu. 

## Vanjske poveznice
- SEDS: NGC 2346